# Cytidine diphosphate glucose
Cytidine diphosphate glucose, thường được viết tắt là CDP-glucose, là một phân tử liên kết nucleotide-đường giữa cytidine diphosphate và glucose.

## Sinh tổng hợp
CDP-glucose được tạo ra từ CTP và glucose-1-phosphate bởi enzym glucose-1-phosphate cytidylyltransferase.